# Reaching into Infinity
| 전문가 평가      | 전문가 평가 |
| 총 점수          | 총 점수     |
| 출처             | 점수        |
| ---------------- | ----------- |
| 메타크리틱       | 76/100      |
| 평가 점수        |             |
| 출처             | 점수        |
| AllMusic         | [ 5 ]       |
| Blabbermouth.net | [ 2 ]       |
| Metal Injection  | [ 1 ]       |

《Reaching into Infinity》는 영국의 파워 메탈 밴드 드래곤포스의 일곱 번째 스튜디오 음반으로, 2017년 5월 19일에 발매되었다. 이 음반은 드러머 지 앤잘론이 참여한 밴드의 첫 번째 스튜디오 음반이자 오랜 키보디스트 바딤 프루자노프가 참여한 마지막 스튜디오 음반이다.
2017년 5월 15일에 〈Ashes of the Dawn〉의 뮤직 비디오가 공개되었고, 2017년 9월 20일에 〈Midnight Madness〉의 뮤직 비디오가 공개되었다. 프루자노프는 이 두 비디오 모두에 출연하지 않았으며, 밴드가 음반 녹음 중과 녹음 후에 공연한 프로그램에도 출연하지 않았다. 공식 유튜브 채널에 게시된 동영상에서 그는 딸을 위해 더 많은 시간을 보내고 싶었고, 계약상의 의무로 인해 모든 프로그램에 출연하거나 공연하지 않을 수밖에 없었다고 설명했다. 그 결과, 그는 음반 프로모션 투어에 불참하게 되었고, 결국 2018년 5월에 공식적인 교체 없이 밴드를 떠났다.

## 배경
이 음반은 주로 샘 토트먼과 프레데리크 르클레르크가 작곡했으며, 바딤 프루자노프가 한 곡에, 마크 허드슨이 일부 가사에 참여했다.
르클레르크는 파워 메탈보다 전통적인 헤비 메탈, 스래시 메탈, 데스 메탈, 블랙 메탈, 프로그레시브 메탈을 더 많이 듣는다고 말하며, 이 음반이 밴드의 이전 노력과는 다르게 들린다고 말했다.
허먼 리는 이 음반을 "가장 다양한" 음반이자 "탈출주의자"라고 설명하며, 사람들이 일시적으로 "세상의 광기"에서 벗어나기 위해 이 음반을 들어야 한다고 말했다. 음반 제목은 밴드가 사람들의 음악을 어디서든 언제든지 가져갈 수 있기를 바라는 마음을 담고자 고안되었다.
《Reaching into Infinity》는 밴드의 가장 긴 스튜디오 음반으로, 60분 46초에 수록되어 있다. 이 음반에는 밴드의 가장 긴 노래인 11분 3초가 수록되어 있다. 이 곡을 작곡한 영감에 대해 묻자, 토트먼은 아이언 메이든의 음반 《Seventh Son of a Seventh Son》 타이틀곡에서 아이디어를 얻었다고 설명했다. 허드슨은 이 노래가 길가메시 서사시를 중심으로 하고 있다고 말했다.  리는 또한 〈Silence〉가 자살한 르클레르크의 친구에 대한 이야기라고 설명했다.

### 커버 아트
리는 커버 아트 중앙에 있는 포털이 웜홀로, 밴드 음악의 에너지와 전 세계 어디에서나 사람들이 이를 통해 서로 다른 시간에 도달할 수 있다는 생각을 상징한다고 설명하며 음반의 현실 도피주의자 분위기를 강조했다. 또한 커버 속 용이 밴드의 정신을 상징한다고 설명했다.

## 곡 목록
| #   | 제목                              | 작사·작곡                  | 재생 시간 |
| --- | --------------------------------- | -------------------------- | --------- |
| 1.  | 〈Reaching into Infinity〉 (기악) | 프레데리크 르클레르크      | 1:25      |
| 2.  | 〈Ashes of the Dawn〉             | 르클레르크                 | 4:33      |
| 3.  | 〈Judgement Day〉                 | 샘 토트먼, 바딤 프루자노프 | 6:13      |
| 4.  | 〈Astral Empire〉                 | 토트먼, 르클레르크         | 5:24      |
| 5.  | 〈Curse of Darkness〉             | 르클레르크                 | 5:35      |
| 6.  | 〈Silence〉                       | 르클레르크, 마크 허드슨    | 4:50      |
| 7.  | 〈Midnight Madness〉              | 토트먼                     | 6:21      |
| 8.  | 〈WAR!〉                          | 르클레르크, 허드슨         | 5:19      |
| 9.  | 〈Land of Shattered Dreams〉      | 허드슨, 토트먼, 르클레르크 | 4:59      |
| 10. | 〈The Edge of the World〉         | 르클레르크, 허드슨, 토트먼 | 11:03     |
| 11. | 〈Our Final Stand〉               | 르클레르크, 허드슨         | 5:04      |